# 1944 en Allemagne
Chronologie de l’Allemagne
- 1940
- 1941
- 1942
- 1943
- 1944
- 1945
- 1946
- 1947
- 1948

## Événements

### Février
- Entre le 15 et le 16 février, la Royal Air Force effectue un bombardement massif de Berlin.

### Mars
- 31 mars : la bataille aérienne de Berlin s'achève, elle a duré quatre mois.

### Juillet
- Échec du complot du 20 juillet 1944

### Septembre
- Décret de Hitler créant la milice du Volkssturm
- De septembre 1944 à mars 1945, plus de 3000 missiles V2 sont lancés sur l'Europe du nord, principalement sur le Royaume-Uni, la Belgique et la France.

### Octobre
- 21 octobre : Fin de la bataille d'Aix-la-Chapelle, la ville est la première ville prise par les Alliés.

### Novembre
- 16 novembre : Bombardement britannique et destruction à 97% de la ville de Jülich.
- 16 novembre : Bombardement et destruction de la ville de Düren.

### Décembre
- 3 décembre : prise de la ville de Linnich par les troupes américaines, après 3 jours de combats et sa destruction à 90%.

- 18 décembre : bombardement des gares de triage de Cologne, Mayence et Coblence par environ 500 avions américains[1].

- 20 décembre : prise de Düren par la IXe armée.

- 24 décembre : destruction d'une grande partie de la ville de Zülpich par un raid aérien.